# Os Cavaleiros de Mon Colle
Os Cavaleiros de Mon Colle, conhecido no Japão como Six Gates Far Away Mon Colle Knight (六門天外モンコレナイト, Rokumon Tengai Mon Kore Naito) e Mon Colle Knights nos Estados Unidos, é uma série de anime e mangá. O conceito original foi criado por Hitoshi Yasuda e o  Group SNE. A série é baseada em coleção de monstros de jogo de cartas colecionáveis.
A versão japonesa foi ao ar na TV Tokyo, tendo em torno de 51 episódios e um filme. A Saban distribuiu a série para a América sob o título Mon Colle Knights que estreou na Fox Kids nos EUA e no Brasil entre julho de 2001 até setembro de 2002, que exibiu 45 episódios. Em 2006 estreou na Jetix nos domingos às 10:00 p.m. Em Portugal, o anime foi emitido pela SIC e pelo Canal Panda. O mangá, foi escrito por Satoru Akahori e Katsumi Hasegawa e foi desenhado por Hideaki Nishikawa, também foi publicado em Inglês na Singapura por Chuang Yi.

## Enredo
Rockna é uma criança de 11 anos, cuja vida muda repentinamente quando seu genial pai, o Professor Higari, descobre uma passagem secreta para um novo Mundo encantado, habitado por monstros mágicos e onde se encontram os seis poderosos elementos: Terra, Fogo, Água, Ar, Bem e Mal. Com o pai e o seu melhor amigo, Mondo, Rockna viaja para este novo mundo, com o objectivo de o estudar. Mas o grande rival do Professor Higari, o Príncipe Eccentro, diabólico e ambicioso, tem um plano sinistro para achar os seis elementos e dominar os dois mundos. Depois de descobrir a passagem para o novo Mundo, o Professor Higari, Rockna e Mondo viajam a bordo de uma nave espacial para tentar saber mais sobre esta maravilhosa descoberta. O terrível Príncipe Eccentro, também conseguiu entrar. A grande aventura de LOON Mr. Loon, o professor de Rockna, de visita à sua casa com os seus colegas de escola, acaba por ser surpreendido, e viaja sem saber até ao novo mundo. O malvado Príncipe Eccentro, anda á procura de um Dragão que se diz ter em seu poder um dos seis elementos.